# Казанска губерния (1708 – 1781)
 Тази статия е за губернията от 1708 – 1781.  За губернията от 1796 – 1920 година вижте Казанска губерния.  
Казанска губерния (на руски: Казанская губерния) е губерния на Руското царство и Руската империя, съществувала от 1708 до 1781 година. Една от първите осем големи губернии, съзадени от Петър I, тя заема голяма територия по средното и долното течение на Волга, а столица е град Казан.
През 1714 година най-северните части са отделени в Нижегородска губерния, а през 1717 година – най-южните в Астраханска губерния. През 1727 година Вятска и Соликамска провинция са прехвърлени от Сибирска в Казанска губерния, а през 1744 година Исетска и Уфимска провинция са включени в новосъздадената Оренбургска губерния. При голямата административна реформа през 1780 – 1781 година губернията е разделена на Вятско, Симбирско, Пензенско, Пермско и Казанско наместничество.